# Chinamili
Chinamili è una circoscrizione rurale (rural ward) della Tanzania situata nel distretto di Itilima, Regione del Simiyu. Conta una popolazione di 15 393 abitanti (censimento 2012).